# Caso Padilla
Heberto Padilla fue un poeta que estuvo en el centro del llamado Caso Padilla cuando fue encarcelado por criticar al gobierno cubano. Aunque Padilla inicialmente apoyó la revolución liderada por Fidel Castro, a finales de los años 60 comenzó a criticarla abiertamente, lo que culminó con su arresto en 1971.

## Antecedentes

### Crítica a la Revolución
La crítica de Heberto Padilla al gobierno de Fidel Castro fue motivada por el papel cambiante del escritor en la nueva sociedad revolucionaria de Cuba y las crecientes hostilidades entre los burócratas culturales cubanos y los escritores cubanos. Durante la década de los 50, los escritores en Cuba habían mostrado fuerza y vigor en la producción de instituciones culturales y material creativo, incluida la Casa de las Américas y la publicación de Lunes de Revolución. Sin embargo, los burócratas culturales habían comenzado a ser más críticos con el arte producido y prohibieron la película PM, una película sobre la vida nocturna en Cuba. Esto perpetuó la desconfianza ya existente entre el Partido Socialista Popular y Lunes de Revolución, quien había patrocinado la plataforma de televisión en la que se transmitía PM. Después de esta crisis, los escritores de Lunes de Revolución, entre otros escritores cubanos, fueron invitados a una serie de debates en la Biblioteca Nacional de Cuba José Martí, donde líderes del PSP los acusaron de ser divisivos y no verdaderamente socialistas. El carácter acalorado de estos debates exigió la intervención del propio Fidel Castro, quien luego, en este discurso, esbozó la política cultural del gobierno: habrá tolerancia hacia todas las formas de expresión artística, siempre que haya un apoyo básico a la Revolución cubana.
Heberto Padilla se sintió frustrado por la interferencia del gobierno en los asuntos culturales. En 1968, esta tensión subyacente se manifestó en un debate publicado en la revista cultural El Caimán Barbudo, donde Padilla escribió una crítica mordaz de Pasión de Urbino de Lisandro Otero, una novela que fue considerada para el premio Biblioteca Breve, pero fue derrotada por la novela Tres Tristes Tigres de Guillermo Cabrera Infante. En el artículo de Padilla denuncia a Pasión de Urbino, así como a Otero, quien era vicepresidente del Consejo de Cultura. Padilla procedió a elogiar a Tres Tristes Tigres, calificándola como una de las novelas más brillantes, ingeniosas y profundamente cubanas jamás escritas. Por lo tanto, Padilla no sólo atacó a Otero, un funcionario cultural de alto rango, sino que también elogió a Cabrera Infante, quien había condenado públicamente la Revolución cubana y las condiciones de los escritores dentro de Cuba, tildando peligrosamente a Padilla de aliado de un traidor a la Revolución. Después de este escándalo, el consejo editorial de El Caimán Barbudo, que publicó este debate, fue despedido y Padilla perdió su trabajo en Granma, uno de los medios de comunicación sancionados por el gobierno en Cuba.
La frustración de Heberto Padilla solo se exacerbó cuando la Unión de Escritores y Artistas de Cuba (UNEAC) otorgó el premio "Julián del Casal" a la colección de poemas críticos de Heberto Padilla, Fuera del juego, en 1968, lo que permitiría su publicación y distribución en el público. Antes de la publicación de Fuera del juego, la UNEAC había criticado duramente la decisión y había llevado a cabo una serie de discusiones sobre el carácter contrarrevolucionario del libro. La serie de poemas contenía un descarado escepticismo revolucionario, especialmente en el poema titulado "Fuera del juego", donde describe la diferencia entre un buen revolucionario y un mal revolucionario. Aunque el poema, así como el libro, presenta una postura crítica sobre la Revolución cubana, lo hace para evitar que la Revolución sea una "supraburocracia o [sea] militarizada". La decisión, sin embargo, fue confirmada y Fuera del juego se publicó con un descargo de responsabilidad política, pero las críticas al trabajo de Padilla no se detuvieron aquí. Una serie de artículos fueron publicados en Verde Olivo, la revista de las Fuerzas Armadas Revolucionarias de Cuba, bajo el nombre de Leopoldo Ávila, lo que provocó un lineamiento más estricto de la política cultural del gobierno. La tolerancia condicional de la literatura cubana requirió algo más que un apoyo básico a la Revolución. Así, se creó y aprobó en el Congreso de Escritores y Artistas de 1968 una declaración de principios que definió aún más el papel del escritor en Cuba, afirmando que el escritor no solo debe apoyar la Revolución, sino contribuir a ella utilizando la literatura como herramienta. "Un arma contra las debilidades y los problemas que, directa o indirectamente, puedan obstaculizar este avance".

### Interacciones extranjeras
Según relatos cubanos, Heberto Padilla generó controversia en un intento de atraer la atención extranjera hacia su obra. El escritor José Lorenzo Fuentes ya había sido apartado de la Unión de Escritores y Artistas de Cuba en 1967 por su labor crítica. Según Lisandro Otero, Padilla vio este escándalo como una oportunidad para recibir atención extranjera. Jorge Edwards, un diplomático chileno crítico con el gobierno de Fidel Castro, también apoyaría las opiniones de Otero de que Padilla buscaba reconocimiento internacional, señalando que las interacciones de Padilla con extranjeros atrajeron la atención del servicio de inteligencia de Cuba. Se dice que el contacto de Padilla con personas extranjeras incluyó a quienes trabajaban con la Agencia Central de Inteligencia, aunque esto ha sido cuestionado.
El periodista francés Pierre Golendorf sacó de Cuba uno de los manuscritos de Heberto Padilla con el objetivo de publicarlo en Francia, por lo que fue arrestado por las autoridades cubanas, acusado de ser un agente de la Agencia Central de Inteligencia, y condenado a diez años de prisión, de los cuales cumplió tres años y dos meses, tras lo cual salió de Cuba.

## Eventos

### Encarcelamiento
Con el fortalecimiento de la política cultural general del gobierno cubano en un intento de evitar el debilitamiento de la ideología revolucionaria, había aumentado la vigilancia hacia los escritores cubanos, castigándolos por desviarse incluso ligeramente de la praxis comunista de Fidel Castro. Así, el 20 de marzo de 1971, Heberto Padilla fue detenido y encarcelado por su obra Fuera del juego. Para ilustrar la naturaleza trivial de la vigilancia revolucionaria, uno de los cargos presentados contra Fuera del juego fue la concepción de la historia de Padilla, donde describía el tiempo como un círculo. Esto fue visto como contrarrevolucionario. El punto de vista oficial de la Unión de Escritores y Artistas de Cuba fue el siguiente:
"Ha expresado su actitud antihistórica al exaltar el individualismo frente a las demandas colectivas de un país en pleno desarrollo histórico y al exponer también su idea del tiempo como un hecho recurrente. Círculo repetido en lugar de una línea ascendente."

### Controversia
Heberto Padilla fue liberado 37 días después de haber sido encarcelado, no sin antes entregar una declaración de autocrítica en una reunión de la Unión de Escritores y Artistas de Cuba. En esta declaración había confesado los cargos que se le imputaban, describiéndose como lo que sus adversarios le acusaban de ser: un contrarrevolucionario, sutil, insidioso y maligno. También había acusado a otros escritores, incluida su propia esposa Belkis Cuza Malé, y los instó a seguir su ejemplo de adaptarse a la sociedad revolucionaria.
Varios intelectuales han señalado que la «autocrítica» de Heberto Padilla era en realidad un discurso sin fundamento alguno. La confesión generó preocupaciones de que el gobierno cubano hubiera comenzado a organizar eventos que recordaban los juicios de Moscú de Iósif Stalin en la Unión Soviética. Muchos señalan que Padilla fue víctima de torturas durante su reclusión.
Después de la declaración de autocrítica de Heberto Padilla, varios intelectuales prominentes latinoamericanos, norteamericanos y europeos, entre ellos Mario Vargas Llosa, Julio Cortázar, Susan Sontag, Jean-Paul Sartre, Simone de Beauvoir, Marguerite Duras, Carlos Fuentes, Juan Goytisolo, Alberto Moravia, Octavio Paz, Juan Rulfo y muchos otros, se pronunciaron contra el encarcelamiento de Padilla y la controversia resultante llegó a conocerse como el "Caso Padilla".

## Consecuencias
El Caso provocó un cisma entre los críticos políticos de todo el mundo, lo que hizo que muchos de los que anteriormente habían apoyado al gobierno de Fidel Castro reconsideraran su posición. Las críticas internacionales llevaron a una mayor polarización cultural dentro de Cuba, ya que el gobierno vio la reacción como una conspiración extranjera. Tras el Caso Padilla, la intransigencia más severa se institucionalizó durante el llamado Quinquenio gris. Aunque Heberto Padilla salió de prisión, no se le permitió salir del país hasta 1980.

## Película documental
- El caso Padilla. 2022.  Dirección: Pavel Giroud.[14]